# Cry Baby Tour
Il Cry Baby Tour è il secondo tour musicale della cantautrice statunitense Melanie Martinez, a supporto del suo album in studio di debutto Cry Baby (2015).

## Scaletta
L'elenco dei brani segue l'ordine in cui essi sono disposti nel disco, in modo da rispettare la cronologia narrativa della storia di Cry Baby.
1. Cry Baby
2. Dollhouse
3. Sippy Cup
4. Carousel
5. Alphabet Boy
6. Soap
7. Training Wheels
8. Pity Party
9. Tag, You're It
10. Milk and Cookies
11. Pacify Her
12. Mrs. Potato Head
13. Mad Hatter
14. Play Date
15. Teddy Bear
16. Gingerbread Man
17. Cake

## Date
| Data              | Città             | Paese           | Luogo                                    |              |              |              |
| Nord America      | Nord America      | Nord America    | Nord America                             | Nord America | Nord America | Nord America |
| ----------------- | ----------------- | --------------- | ---------------------------------------- | ------------ | ------------ | ------------ |
| 26 agosto 2015    | Charlotte         | Stati Uniti     | Emos' Soutend                            |              |              |              |
| 27 agosto 2015    | Nashville         | Stati Uniti     | High Watt                                |              |              |              |
| 29 agosto 2015    | Atlanta           | Stati Uniti     | Vinyl                                    |              |              |              |
| 30 agosto 2015    | Orlando           | Stati Uniti     | The Social                               |              |              |              |
| 1º settembre 2015 | Raleigh           | Stati Uniti     | Lincoln Hall                             |              |              |              |
| 2 settembre 2015  | Howell            | Stati Uniti     | Gamechanger World                        |              |              |              |
| 3 settembre 2015  | Boston            | Stati Uniti     | Sinclair                                 |              |              |              |
| 9 settembre 2015  | Filadelfia        | Stati Uniti     | World Café                               |              |              |              |
| 10 settembre 2015 | Hamden            | Stati Uniti     | College Street Music Hall                |              |              |              |
| 11 settembre 2015 | New York          | Stati Uniti     | Highline Ballroom                        |              |              |              |
| 13 settembre 2015 | Washington        | Stati Uniti     | U Street Music Hall                      |              |              |              |
| 14 settembre 2015 | Cleveland         | Stati Uniti     | House of Blues                           |              |              |              |
| 15 settembre 2015 | Pittsburgh        | Stati Uniti     | Stage AE                                 |              |              |              |
| 16 settembre 2015 | Columbus, Ohio    | Stati Uniti     | A and R Music Bar                        |              |              |              |
| 18 settembre 2015 | Detroit           | Stati Uniti     | The Shelter                              |              |              |              |
| 20 settembre 2015 | Chicago           | Stati Uniti     | Lincoln Hall                             |              |              |              |
| 21 settembre 2015 | Minneapolis       | Stati Uniti     | Triple Rock Social Club                  |              |              |              |
| 25 settembre 2015 | Tucson            | Stati Uniti     | Thr Rock                                 |              |              |              |
| 27 settembre 2015 | Santa Ana         | Stati Uniti     | The Observatory                          |              |              |              |
| 28 settembre 2015 | West Hollywood    | Stati Uniti     | Troubadour                               |              |              |              |
| 29 settembre 2015 | Santa Cruz        | Stati Uniti     | The Catalyst                             |              |              |              |
| 30 settembre 2015 | San Francisco     | Stati Uniti     | Great American Music Hall                |              |              |              |
| 2 ottobre 2015    | Vancouver         | Canada          | The Media Club                           |              |              |              |
| 3 ottobre 2015    | Portland          | Stati Uniti     | Hawthorne Theatre                        |              |              |              |
| 4 ottobre 2015    | Seattle           | Stati Uniti     | Chop Suey                                |              |              |              |
| 6 ottobre 2015    | Denver            | Stati Uniti     | Larimer Lounge                           |              |              |              |
| 7 ottobre 2015    | Denver            | Stati Uniti     | Larimer Lounge                           |              |              |              |
| 9 ottobre 2015    | Kansas City       | Stati Uniti     | The recordBar                            |              |              |              |
| 10 ottobre 2015   | Saint Louis       | Stati Uniti     | Off Broadway                             |              |              |              |
| 12 ottobre 2015   | Dallas            | Stati Uniti     | House of Blues                           |              |              |              |
| 15 ottobre 2015   | New Orleans       | Stati Uniti     | House of Blues                           |              |              |              |
| 16 ottobre 2015   | Birmingham        | Stati Uniti     | Saturn Birmingham                        |              |              |              |
| 18 ottobre 2015   | Greensboro        | Stati Uniti     | Blind Tiger                              |              |              |              |
| 21 ottobre 2015   | Milwaukee         | Stati Uniti     | Turner Hall Ballroom                     |              |              |              |
| 22 ottobre 2015   | Lansing           | Stati Uniti     | The Loft                                 |              |              |              |
| 23 ottobre 2015   | Grand Rapids      | Stati Uniti     | The Stache at the Intersection           |              |              |              |
| 26 ottobre 2015   | Toronto           | Canada          | Virgin Mobile Mod Club                   |              |              |              |
| Sudamerica        |                   |                 |                                          |              |              |              |
| 27 novembre 2015  | San Paolo         | Brasile         | Carioca Club                             |              |              |              |
| 29 novembre 2015  | Rio de Janeiro    | Brasile         | Miranda                                  |              |              |              |
| Nord America      |                   |                 |                                          |              |              |              |
| 21 febbraio 2016  | Vancouver         | Canada          | Vogue Theatre                            |              |              |              |
| 23 febbraio 2016  | Portland          | Stati Uniti     | McMenamin's Crystal Ballroom             |              |              |              |
| 25 febbraio 2016  | San Francisco     | Stati Uniti     | The Regency Ballroom                     |              |              |              |
| 26 febbraio 2016  | Los Angeles       | Stati Uniti     | The Theatre at the Ace Hotel             |              |              |              |
| 28 febbraio 2016  | Tempe             | Stati Uniti     | Marquee Theatre                          |              |              |              |
| 1º marzo 2016     | Dallas            | Stati Uniti     | South Side Music Hall                    |              |              |              |
| 2 marzo 2016      | Houston           | Stati Uniti     | The Ballroom at Warehouse Live           |              |              |              |
| 3 marzo 2016      | Austin            | Stati Uniti     | Emo's Austin                             |              |              |              |
| 5 marzo 2016      | Tampa             | Stati Uniti     | The Ritz Ybor                            |              |              |              |
| 6 marzo 2016      | Lake Buena Vista  | Stati Uniti     | House of Blues                           |              |              |              |
| 8 marzo 2016      | Atlanta           | Stati Uniti     | Buckhead Theatre                         |              |              |              |
| 9 marzo 2016      | Nashville         | Stati Uniti     | Cannery Ballroom                         |              |              |              |
| 11 marzo 2016     | Louisville        | Stati Uniti     | Mercury Ballroom                         |              |              |              |
| 12 marzo 2016     | Indianapolis      | Stati Uniti     | Egyptian Room at the Old National Centre |              |              |              |
| 13 marzo 2016     | Saint Louis       | Stati Uniti     | The Pageant                              |              |              |              |
| 15 marzo 2016     | Kansas City       | Stati Uniti     | Arvest Bank Theatre at The Midland       |              |              |              |
| 16 marzo 2016     | Saint Paul        | Stati Uniti     | Myth                                     |              |              |              |
| 17 marzo 2016     | Chicago           | Stati Uniti     | Vic Theatre                              |              |              |              |
| 19 marzo 2016     | Milwaukee         | Stati Uniti     | Riverside Theatre                        |              |              |              |
| 20 marzo 2016     | Royal Oak         | Stati Uniti     | Royal Oak Music Theatre                  |              |              |              |
| 21 marzo 2016     | Toronto           | Canada          | Danforth Music Hall                      |              |              |              |
| 23 marzo 2016     | Montréal          | Canada          | Club Soda                                |              |              |              |
| 24 marzo 2016     | New York          | Stati Uniti     | Playstation Theatre                      |              |              |              |
| 26 marzo 2016     | Filadelfia        | Stati Uniti     | Trocadero Theatre                        |              |              |              |
| 28 marzo 2016     | Washington        | Stati Uniti     | 9:30 Club                                |              |              |              |
| 29 marzo 2016     | Boston            | Stati Uniti     | House of Blues                           |              |              |              |
| 31 marzo 2016     | Sayreville        | Stati Uniti     | Starland Ballroom                        |              |              |              |
| 4 aprile 2016     | Orlando           | Stati Uniti     | House of Blues                           |              |              |              |
| 5 aprile 2016     | Atlanta           | Stati Uniti     | Buckhead Theatre                         |              |              |              |
| 7 aprile 2016     | Austin            | Stati Uniti     | Emo's Austin                             |              |              |              |
| 9 aprile 2016     | Dallas            | Stati Uniti     | South Side Music Hall                    |              |              |              |
| 10 aprile 2016    | Houston           | Stati Uniti     | Warehouse Life                           |              |              |              |
| 13 aprile 2016    | Tulsa             | Stati Uniti     | Cain's Ballroom                          |              |              |              |
| 15 aprile 2016    | Tempe             | Stati Uniti     | Marquee Theatre                          |              |              |              |
| Europa            |                   |                 |                                          |              |              |              |
| 27 aprile 2016    | Londra            | Regno Unito     | Heaven                                   |              |              |              |
| 29 aprile 2016    | Parigi            | Francia         | La Maroquinerie                          |              |              |              |
| 2 maggio 2016     | Amsterdam         | Paesi Bassi     | Melkweg                                  |              |              |              |
| 3 maggio 2016     | Colonia           | Germania        | Club Bahnhof Ehrenfeld                   |              |              |              |
| 4 maggio 2016     | Amburgo           | Germania        | Grünspan                                 |              |              |              |
| 7 maggio 2016     | Londra            | Regno Unito     | O2 Forum Kentish Town                    |              |              |              |
| Nord America      |                   |                 |                                          |              |              |              |
| 13 maggio 2016    | Chula Vista       | Stati Uniti     | Sleep Train Amphitheatre                 |              |              |              |
| 11 giugno 2016    | Wantagh           | Stati Uniti     | Nikon at Jones Beach Theater             |              |              |              |
| 18 giugno 2016    | Mansfield         | Stati Uniti     | Xfinity Center                           |              |              |              |
| 19 giugno 2016    | Buffalo           | Stati Uniti     | Canalside                                |              |              |              |
| 15 luglio 2016    | San Francisco     | Stati Uniti     | Ca Great America                         |              |              |              |
| 16 luglio 2016    | Sacramento        | Stati Uniti     | Ace of Spades                            |              |              |              |
| 21 luglio 2016    | Providence        | Stati Uniti     | Lupos                                    |              |              |              |
| 24 luglio 2016    | Pittsburgh        | Stati Uniti     | Satge AE                                 |              |              |              |
| 26 luglio 2016    | Cleveland         | Stati Uniti     | House of Blues                           |              |              |              |
| 29 luglio 2016    | Columbus          | Stati Uniti     | Express Live!                            |              |              |              |
| 31 luglio 2016    | Montreal          | Canada          | Osheaga                                  |              |              |              |
| 1º agosto 2016    | Portland          | Stati Uniti     | State Theatre                            |              |              |              |
| Oceania           |                   |                 |                                          |              |              |              |
| 12 agosto 2016    | Auckland          | Nuova Zelanda   | Power Station                            |              |              |              |
| 14 agosto 2016    | Sydney            | Australia       | The Big Top at Luna Park                 |              |              |              |
| 16 agosto 2016    | Brisbane          | Australia       | The Tivoli                               |              |              |              |
| 19 agosto 2016    | Perth             | Australia       | Astor Theatre                            |              |              |              |
| Nord America      |                   |                 |                                          |              |              |              |
| 19 settembre 2016 | Norfolk           | United States   | The Norva                                |              |              |              |
| 21 settembre 2016 | Richmond          | United States   | The National                             |              |              |              |
| 22 settembre 2016 | Washington        | United States   | Echostage                                |              |              |              |
| 25 settembre 2016 | Nashville         | United States   | Ryman Auditorium                         |              |              |              |
| 27 settembre 2016 | Cincinnati        | United States   | Bogarts                                  |              |              |              |
| 29 settembre 2016 | Memphis           | United States   | New Daisy Theatre                        |              |              |              |
| 3 ottobre 2016    | Columbia          | United States   | Jesse Auditorium                         |              |              |              |
| 5 ottobre 2016    | Little Rock       | United States   | Metroplex                                |              |              |              |
| 7 ottobre 2016    | Oklahoma City     | United States   | Diamond Ballroom                         |              |              |              |
| 20 ottobre 2016   | Los Angeles       | United States   | Shrine Auditorium                        |              |              |              |
| 21 ottobre 2016   | Las Vegas         | United States   | The Joint at Hard Rock Hotel & Casino    |              |              |              |
| 24 ottobre 2016   | Albuquerque       | United States   | Sunshine Theatre                         |              |              |              |
| Europa            |                   |                 |                                          |              |              |              |
| 5 novembre 2016   | Lisbona           | Portogallo      | Aula Magna                               |              |              |              |
| 6 novembre 2016   | Madrid            | Spagna          | Palacio Vistalegre                       |              |              |              |
| 8 novembre 2016   | Milano            | Italia          | Fabrique                                 |              |              |              |
| 9 novembre 2016   | Colonia           | Germania        | Live Music Hall                          |              |              |              |
| 10 novembre 2016  | Monaco di Baviera | Germania        | Muffathalle                              |              |              |              |
| 12 novembre 2016  | Praga             | Repubblica Ceca | Lucerna Music Bar                        |              |              |              |
| 13 novembre 2016  | Berlino           | Germania        | Huxley's                                 |              |              |              |
| 15 novembre 2016  | Copenaghen        | Danimarca       | Vega                                     |              |              |              |
| 16 novembre 2016  | Amsterdam         | Paesi Bassi     | Paradiso                                 |              |              |              |
| 18 novembre 2016  | Zurigo            | Svizzera        | X-tra                                    |              |              |              |
| 21 novembre 2016  | Londra            | Regno Unito     | Eventim Apollo                           |              |              |              |

### Concerti cancellati
| Data             | Città      | Paese       | Luogo       | Motivo                                                     |
| ---------------- | ---------- | ----------- | ----------- | ---------------------------------------------------------- |
| 19 novembre 2016 | Parigi     | Francia     | Le Trianon  | Concerti cancellati per problemi di salute della cantante. |
| 23 novembre 2016 | Manchester | Regno Unito | O2 Ritz     | Concerti cancellati per problemi di salute della cantante. |
| 24 novembre 2016 | Birmingham | Regno Unito | O2 Institue | Concerti cancellati per problemi di salute della cantante. |
| 25 novembre 2016 | Bristol    | Regno Unito | O2 Academy  | Concerti cancellati per problemi di salute della cantante. |
| 27 novembre 2016 | Glasgow    | Regno Unito | O2 Academy  | Concerti cancellati per problemi di salute della cantante. |
| 28 novembre 2016 | Dublino    | Irlanda     | Olympia     | Concerti cancellati per problemi di salute della cantante. |